# Kathakali

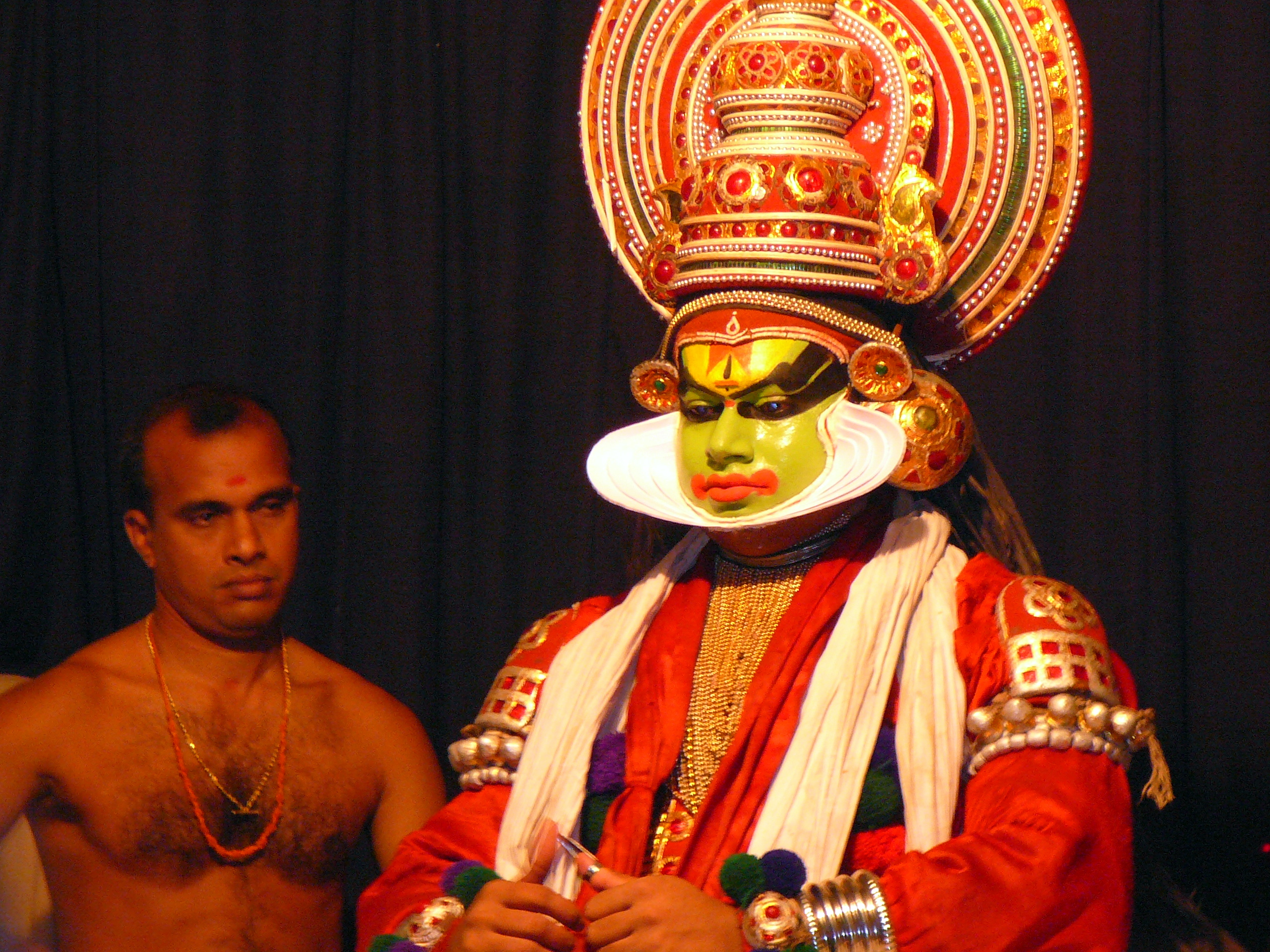
Przedstawienie kathakali

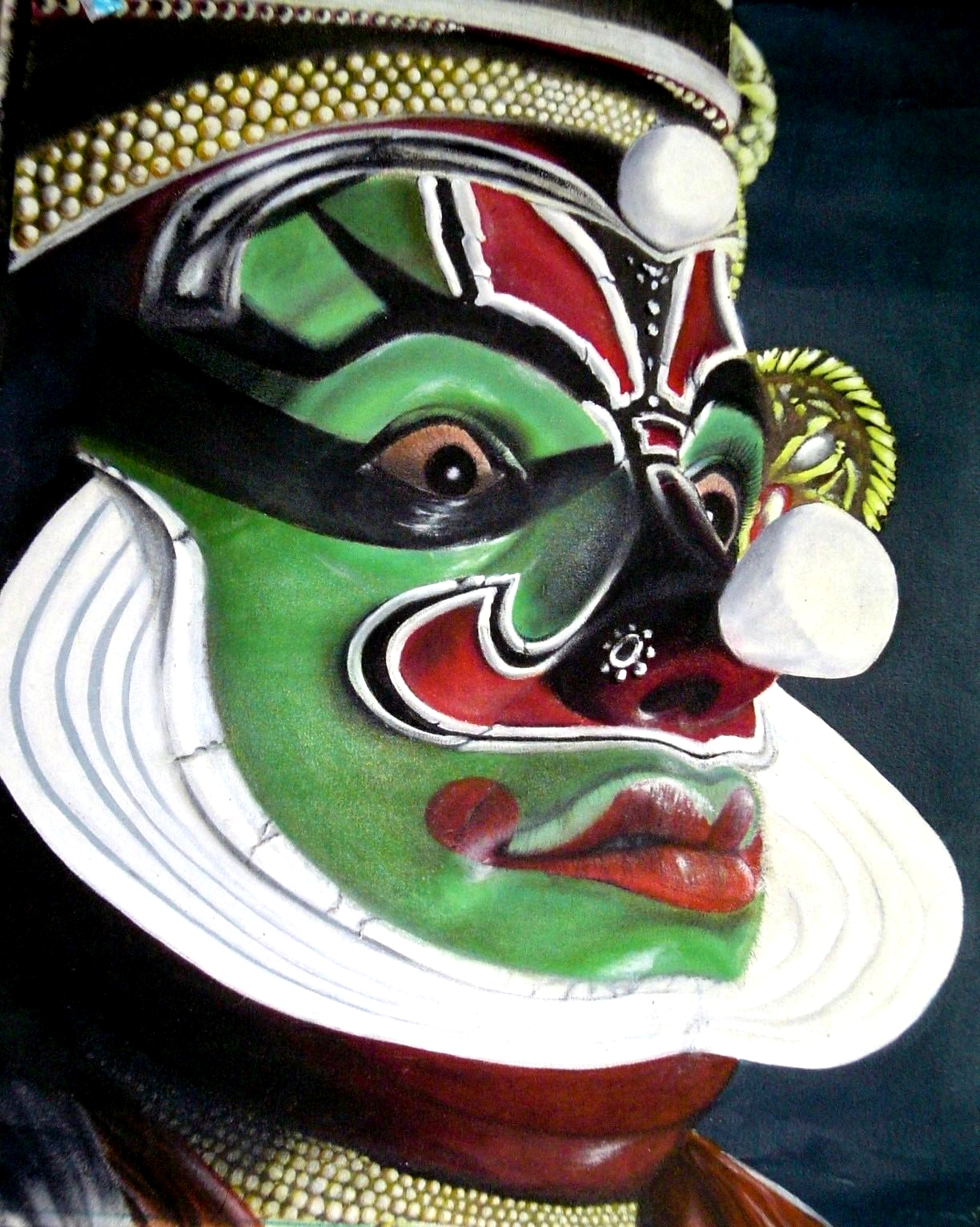
Charakteryzacja w kathakali

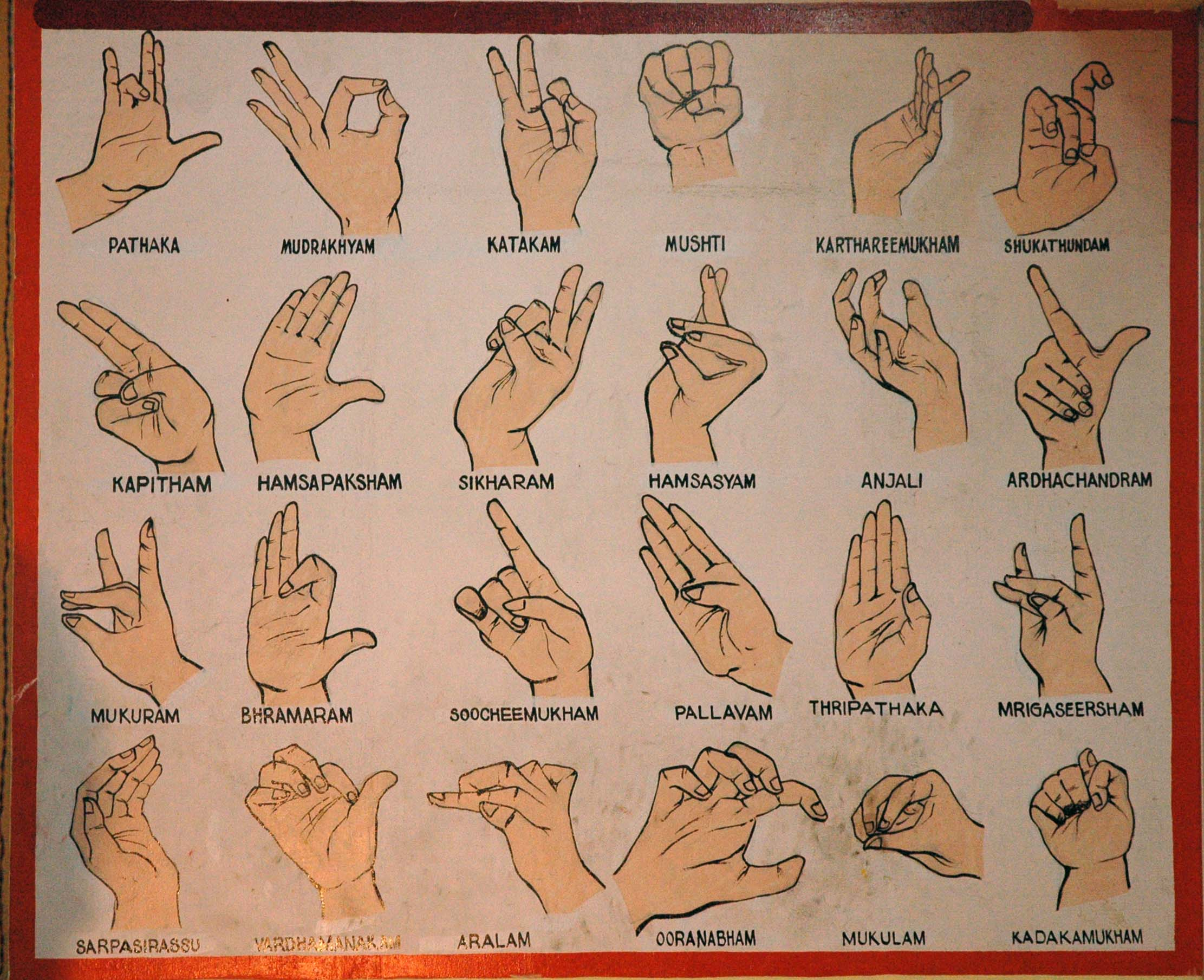
Gesty używane w kathakali

Katakali, kathakali – teatr indyjski ze stanu Kerala. 
Tradycyjnie wykonywany jest nocą. Ucharakteryzowani artyści w charakterystycznych kostiumach, z niewielką liczbą rekwizytów, ilustrują ruchem i gestem opowieści z indyjskich eposów. Treść opowieści wyśpiewują dwaj śpiewacy stojący z tyłu sceny.